# SpaceX Starbase
SpaceX Starbase – anteriormente, SpaceX South Texas Launch Site e SpaceX private launch site – é um complexo industrial e instalação de lançamento de foguetes que serve como o principal local de teste e produção para veículos de lançamento Starship, bem como a sede do fabricante aeroespacial americano SpaceX. Localizada em Boca Chica, perto de Brownsville, Texas, Estados Unidos, e adjacente à Ilha South Padre, Texas, a Starbase está em desenvolvimento quase contínuo desde o final da década de 2010 e compreende um porto espacial perto do Golfo do México, uma unidade de produção em Boca Chica Village e um local de testes ao longo da Texas State Highway 4.
Quando inicialmente conceituada no início da década de 2010, seu propósito declarado era "fornecer à SpaceX um local de lançamento exclusivo que permitiria à empresa acomodar seu manifesto de lançamento e atender a janelas de lançamento apertadas"  O local foi originalmente planejado para dar suporte aos lançamentos dos veículos de lançamento Falcon 9 e Falcon Heavy, bem como "uma variedade de veículos de lançamento suborbitais reutilizáveis". No início de 2018, a SpaceX anunciou uma mudança de planos, afirmando que o local de lançamento seria agora usado exclusivamente para o veículo de lançamento de próxima geração da SpaceX, o Starship. Entre 2018 e 2020, o local adicionou capacidade significativa de produção e teste de foguetes. O CEO da SpaceX, Elon Musk, indicou em 2014 que esperava que "astronautas comerciais e astronautas privados partissem do sul do Texas" e lançassem naves espaciais para Marte a partir do local.
Entre 2012 e 2014, a SpaceX considerou sete possíveis locais nos Estados Unidos para a nova instalação de lançamento comercial. Durante grande parte desse período, um pedaço de terra adjacente à Praia Boca Chica, perto de Brownsville, Texas, foi o principal local candidato, durante um longo período em que a Administração Federal de Aviação dos EUA (FAA) conduziu uma extensa avaliação ambiental sobre o uso do local do Texas como local de lançamento. Também durante este período, a SpaceX começou a adquirir terras na área, comprando aproximadamente 170 mil metros quadrados e arrendando outros 230 mil metros quadrados até julho de 2014. A SpaceX anunciou em agosto de 2014 que havia selecionado o local perto de Brownsville, após a avaliação ambiental final ter sido concluída e os acordos ambientais terem sido estabelecidos em julho de 2014. Em 2023, o Teste de Voo Integrado-1 da Starship tornou-se a quarta instalação de lançamento de classe orbital da SpaceX, seguindo três locais de lançamento que são alugados do governo dos EUA.

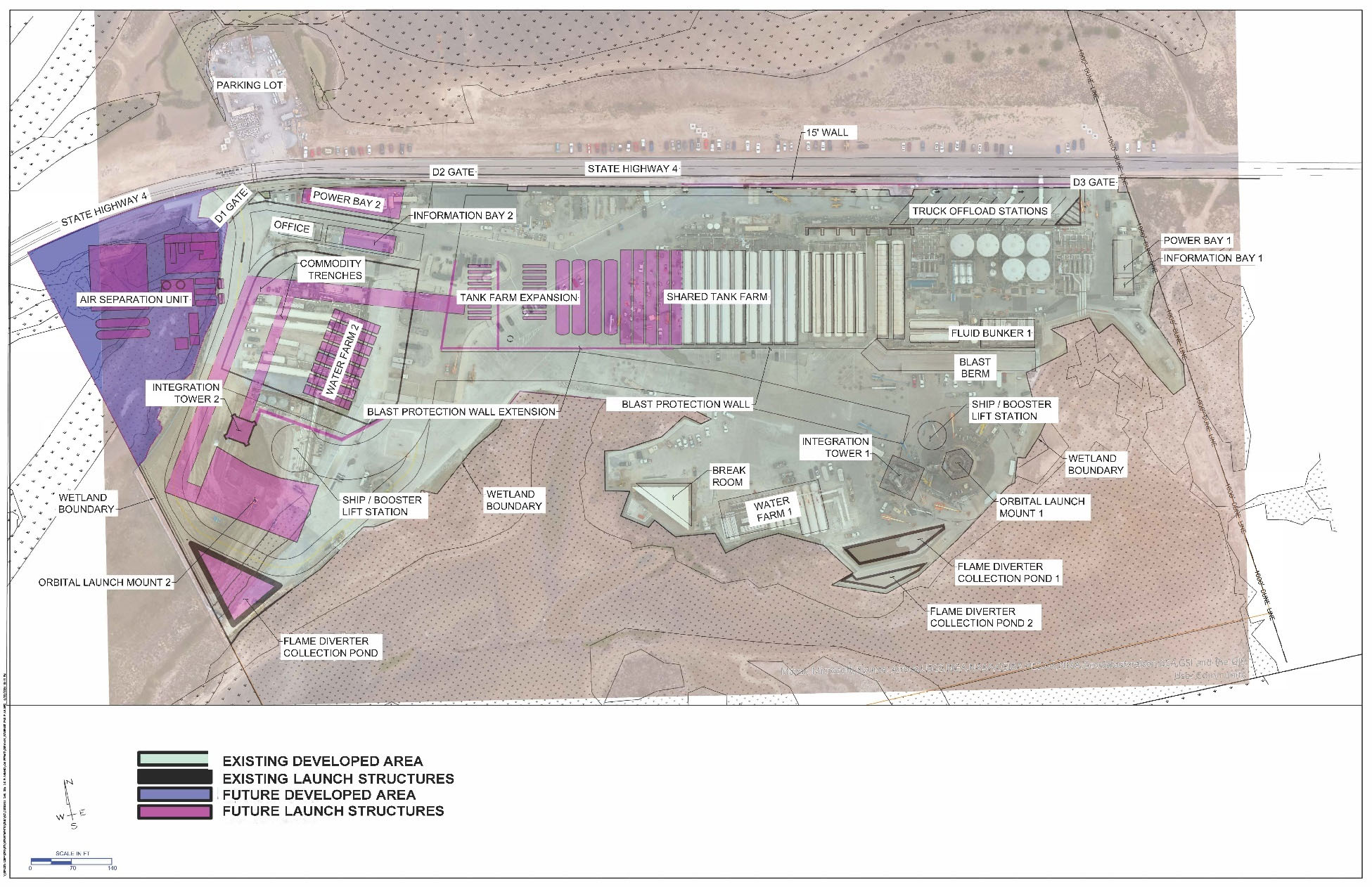
Layout planejado do local de lançamento, julho de 2024

A SpaceX realizou uma cerimônia de inauguração da nova instalação de lançamento em setembro de 2014 e a preparação do solo começou em outubro de 2015. A primeira antena de rastreamento foi instalada em agosto de 2016, e o primeiro tanque de propelente chegou em julho de 2018. No final de 2018, a construção aumentou consideravelmente e o local viu a fabricação dos primeiros 9 metros do protótipo de veículo de teste, Starhopper, que foi testado e voou de março a agosto de 2019. Ao longo de 2021, outros protótipos de veículos de voo estavam sendo construídos na instalação para testes em altitudes mais elevadas. No final de 2023, mais de 2,1 mil funcionários em tempo integral trabalhavam no local. O desenvolvimento da Starship resultou em vários processos judiciais contra a FAA e a SpaceX por parte de grupos ambientais. Alguns conservacionistas expressaram preocupação sobre o impacto do desenvolvimento da Starship em Boca Chica em espécies como a tartaruga-de-kemp, uma espécie criticamente ameaçada, habitats de vida selvagem próximos e áreas de refúgio nacional.
Em janeiro de 2024, as autoridades do condado de Cameron e de Brownsville aprovaram resoluções solicitando que o governo federal reconhecesse "Starbase" como um nome oficial para a área. Em 12 de dezembro de 2024, a SpaceX entrou com um pedido oficial às autoridades do Condado de Cameron para que o local fosse incorporado como uma nova cidade.